# كريستي هاريس
كريستي هاريس هي كاتِبة وكاتبة للأطفال كندية، ولدت في 21 نوفمبر 1907 في نيوآرك في الولايات المتحدة، وتوفيت في 5 يناير 2002.